# Wie du dir, so ich mir
Wie du dir, so ich mir (Originaltitel: Getting even) ist eine erstmals 1971 bei Random House erschienene Textsammlung von Woody Allen. Die deutsche Übersetzung von Benjamin Schwarz erschien erstmals 1978 bei Rogner & Bernhard.

## Kurzbeschreibung
Wie du dir, so ich mir enthält 17 Texte unterschiedlicher Gattung und unterschiedlicher Erzählperspektive zu unterschiedlichen Themen.

## Inhalte der einzelnen Texte

### Die Metterling-Listen
(Originaltitel: The Metterling Lists)
Im Stil einer Rezension beschäftigt sich dieser Text mit dem ersten Band des zweibändigen Werkes „Die gesammelten Wäschelisten Hans Metterlings“, die, so der vermeintliche Rezensionstext über das vermeintliche Buch, „uns auf vollkommene, geradezu totale Weise mit diesem geplagten Genie bekannt“ machen, einem Zeitgenossen von Rilke und Wagner sowie anderer Größen: Lou Andreas-Salomé „schrieb an Nietzsche, Metterlings Unterhosen seien das Erhabenste, was ihr je begegnet sei, einschließlich Also sprach Zarathustra. Nietzsche nahm das wie ein Gentleman, aber auf Metterlings Unterwäsche war er immer eifersüchtig“, derweil der „Irre von Prag“ Hans Metterling paranoid wird. „Vor allem glaubte er, er werde entweder verfolgt oder verfolge selber jemanden. Er erzählte engen Freunden von einer Verschwörung mit dem Ziel, ihm sein Kinn zu stehlen“.

### Ein kurzer Blick auf das organisierte Verbrechen
(Originaltitel: A look at organized crime)
Dieser Text beschäftigt sich scheinbar mit Geschichte und Bandenstruktur von Mafia und Cosa Nostra in Chicago, New Jersey, New York, „Gruppen ziemlich ernster Männer, deren größte Freude im Leben darin besteht, zu sehen, wie lange es gewisse Leute im East River unter Wasser aushalten, ehe sie zu blubbern anfangen“, und deren Tätigkeitsbereiche Ermordungen sind, „Glücksspiel, Rauschgifthandel, Prostitution, Flugzeugentführungen, Wuchergeschäfte und das Schmuggeln eines großen Weißfischs zu unzüchtigen Zwecken über die Staatsgrenze.“

### Die Schmidt-Memoiren
(Originaltitel: The Schmeed Memoirs)
Nach einleitenden Worten gibt der Ich-Erzähler, der Friseur Friedrich Schmidt, einen Einblick in seine Memoiren, „deren Veröffentlichung bald zu erwarten ist.“ Schmidt liefert als Haar- und Bart-Experte diverser Nazi-Größen Einblicke in deren Gebaren, beispielsweise einen Streit zwischen Göring und Heß über ein Schaukelpferdchen, das beim Haareschneiden als Sitzplatz dient, oder einen umfangreicheren Abschnitt über Hitlers Frage „Wie würde ich mit Koteletten aussehen?“, die unter anderem sogar den Generalstab beschäftigt: „Von Rundstedt erklärte […], es wäre ein Fehler zu versuchen, die Koteletten auf zwei Seiten gleichzeitig in Angriff zu nehmen, und riet, daß es klüger wäre, alle Anstrengungen auf eine gelungene Kotelette zu konzentrieren.“ Der Text endet im Führerbunker, wo Hitler immer noch mit Haarfragen beschäftigt ist: „Von absoluter Größe besessen wie üblich, schwor er, er werde schließlich noch eine gewaltige Pompadourfrisur tragen“.

### Meine Philosophie
(Originaltitel: My philosophy)
Durch ein Soufflé erleidet der Ich-Erzähler einen Fußbruch und kann sich während seiner Genesung daher den Schriften großer Denker widmen. Die Folge: Obgleich er laut eigener Einschätzung kaum zwei Sätze in einem Aufsatz „Mein Tag im Zoo“ zustande bringen würde, fühlt er sich selbst zur Metaphysik berufen. Meine Philosophie fasst die daraus resultierenden Gedanken über den Tod, das Schöne, das Gerechte und die Wahrheit zusammen und enthält darüber hinaus unter anderem eine Parodie auf Vor dem Gesetz, Aphorismen sowie nur zum Scheine eine Abhandlung über die Bewältigung der Gürtelrose.

### Ja, aber kriegt die Dampfmaschine das denn fertig?
(Originaltitel: Yes, but can the steam engine do this?)
Der Ich-Erzähler gibt in der Hoffnung, dass seine „kümmerlichen Notizen einen wahren Historiker inspirieren möchten, hieraus zu schöpfen“, jene Notizen über die fiktiven Irrungen und Wirrungen in der Erfindungsgeschichte des Sandwichs sowie eine Biografie des zugehörigen Earls of Sandwich wieder, der am Ende an nicht auskurierten O-Beinen verstirbt.

### Der Tod klopft
(Originaltitel: Death knocks)
In diesem Das siebente Siegel parodierenden Einakter poltert um Mitternacht der Tod beim 57-jährigen Nat Ackerman herein. Ackerman sucht Ausflüchte gegen sein Ableben, erklärt, er fühle sich gesund oder der Tod könne doch in der Nachbarschaft klingeln, überredet den Tod schließlich zu einer Partie Gin Rummy, in deren Verlauf Ackerman den Tod immer mehr in ein Gespräch verwickelt. Die Bühne verdunkelt sich, erhellt sich wieder, es ist Morgen, und Ackerman hat einen zusätzlichen Lebenstag gewonnen. Der Tod erklärt, in einem Revanche-Spiel sein an Ackerman verlorenes Geld zurückgewinnen zu wollen, weil er sonst in ernsthafte Schwierigkeiten geriete. Ackerman willigt ein, vorausgesetzt, dass er dabei dann nicht nur einen zusätzlichen Lebenstag, sondern eine zusätzliche Lebenswoche oder gar einen zusätzlichen Lebensmonat gewinnen könne. Der Tod, der aufgrund seiner Spielverluste kein Geld für ein Hotel mehr hat, erklärt, die Zeit bis zum Revanche-Spiel in einer Kneipe totschlagen zu wollen, und verlässt Ackerman.

### Das Frühjahrsprogramm
(Originaltitel: Spring Bulletin)
Der Text Das Frühjahrsprogramm entwirft ein imaginäres Kurs-Programm, das mehr oder weniger typisch für Hochschul-Kursprogramme oder Weiterbildungsprogramme der Erwachsenenbildung ist. Im Fach Wirtschaftstheorie beispielsweise wird hierbei unter anderem thematisiert, wie man sich bei Inflation oder Wirtschaftskrise kleiden möge, in Psychopathologie, warum mancher die Gesellschaft von Bibern schätze, in Astronomie, wie man sich bei einer Explosion der Sonne verhalten solle, und in Sozialarbeit, wie man eine Straßenbande zu einer Basketball-Mannschaft forme – und andersherum.

### Chassidische Geschichten, mit einer Anleitung zu ihrem Verständnis von einem anerkannten Gelehrten
(Originaltitel: Hassidic tales, with a guide to their interpretation by the noted scholar)
Dieser Text versammelt sechs Miniaturen über verschiedene Rabbiner: Einer beispielsweise schlägt einem Fragenden von hinten auf den Schädel, weil „dieser Mann nichts Besseres zu tun hat, als in der Weltgeschichte herumzureisen und den Leuten auf die Nerven zu gehen“, ein zweiter muss sich mit einem Gläubigen herumplagen, der die Hässlichkeit seiner Tochter mit der eines Herings vergleicht, in einer dritten Geschichte wird klar, „daß das Fasten ein großer Fehler ist. Besonders auf leeren Magen.“

### Der Briefwechsel zwischen Gossage und Vardebedian
(Originaltitel: The Gossage-Vardebedian papers)
Dieser Text gibt einen Briefwechsel zweier rechthaberischer Fernschach-Partner wieder, in deren Partie die Züge der Gegner per Brief übermittelt werden. Ausgehend von der Tatsache, dass ein Brief Gossages verloren gegangen ist, müssten die beiden Gegner ein „verfilztes Tatsachengewirr“ entwirren, beharren aber jeweils auf ihrer Position. Schließlich ergänzt erst Gossage seinen Brief um eine Skizze, wie die Schachfiguren zu stehen hätten, was dann seinerseits Verdebedian zu einer Skizze bewegt sowie zu der Anmerkung, Gossages Skizze zeigen, dass Gossage „eher unbekümmert und wie die Marx Brothers an das Spiel“ herangeht. Der Ton wird rauer, Gossage wirft Verdebedian „Doppelzüngigkeit und Aggression“ vor, Verdebedian Gossage „zur Neige gehende Geisteskräfte“, schließlich erklären sich beide jeweils zum Sieger der Schachpartie und einigen sich für die Revanche auf Scrabble.

### Bekenntnisse eines Vollgefressenen, nach der Lektüre Dostojewskis und der neuen „Gewichtswacht“ auf derselben Flugreise
(Originaltitel: Notes from the overfed, after reading Dostoevski and the new „Weight Watchers“ magazine on the same plane trip)
Der schwer übergewichtige Ich-Erzähler erklärt, wie er dermaßen übergewichtig wurde, dass er mangels Kleidung das Haus nicht mehr verlassen konnte: Es begann mit einem Gespräch über die Existenz Gottes, in dem der Onkel des Ich-Erzählers die dingliche Allgegenwart Gottes postulierte und seine Ausführungen damit schließt, dass Gott somit sogar im Naschwerk weile. Das löste beim Ich-Erzähler eine wahllose Fresssucht aus, um Gott in sich aufzunehmen. Schon nach sechs Monaten Ernährungsexzess fühlte der Ich-Erzähler sich als Heiligster der Heiligen und ist daher seither nicht mehr gewillt, von seinen göttlichen Gewichtsmassen zu lassen.

### Erinnerungen an die zwanziger Jahre
(Originaltitel: A Twenties memory)
Der Ich-Erzähler, ein Möchtegern-Schriftsteller, macht im Laufe der Zwanziger Jahre in Chicago, Südfrankreich, Italien, Spanien, Kenia nähere Bekanntschaft mit Kulturgrößen wie Pablo Picasso, Gertrude Stein sowie vor allem Ernest Hemingway, mit dem er in Chicago erst in Jack Dempseys Trainingslager zusammenwohnt und den er später in Kenia wiedertrifft. „Er kam ins Plaudern über Tod und Abenteuer, wie nur er das konnte, und als ich wieder wach wurde, hatte er ein Lager aufgeschlagen“. Auch in Spanien ist der Ich-Erzähler mit Hemingway zusammen, „Hemingway nahm mich zum Thunfischfang mit, und ich fing vier Dosen“.

### Graf Dracula
(Originaltitel: Count Dracula)
Graf Dracula nimmt während einer totalen Sonnenfinsternis an, es sei Nacht, und verlässt deshalb seinen Sarg. Er eilt zum Haus eines Bäcker-Ehepaars, um es auszusaugen, doch bekommt erklärt, er wäre sieben Stunden zu früh aufgetaucht und die Dunkelheit währte nur kurz. Da die Zeit zur Flucht aus dem Heim des Bäcker-Ehepaars nicht mehr reicht, sucht der Vampir Schutz in einem Schrank. Das Bürgermeister-Ehepaar besucht das Bäcker-Ehepaar und scheitert ebenso wie dieses, Dracula zum Verlassen des Schrankes zu bewegen. Die beiden Ehepaare belustigen sich über Dracula, trinken Wein, bis der Bürgermeister des in seinen Augen albernen Verhaltens Draculas überdrüssig ist und die Schranktür gewaltsam öffnet, so dass Dracula zu Staub zerfällt.

### Ein bisschen lauter, bitte!
(Originaltitel: A little louder, please)
Der Ich-Erzähler will in einer Broadway-Bar mit einer Blondine anbändeln, bekommt aber erst Ärger mit deren unerwartet auftauchendem Freund, nach seiner Flucht auf die Straße den Zorn eines Sizilianers zu spüren, der die Ehre dieser seiner Cousine verteidigen will. Der Ich-Erzähler flieht in ein Wochenschau-Kino und entdeckt dort anlässlich eines Beitrags über eine Neuguinea-Reise eine Lücke in seiner kulturellen Bildung: dass er von der Kunst eines Marcel Marceau ebenso wenig versteht wie von den Gesten eines Ureinwohners Neuguineas. Anderntags besucht der Ich-Erzähler in einem Theater die pantomimische Darstellung eines Picknicks. Der Ich-Erzähler versucht zur Verwunderung des Publikums, dem Pantomimen dabei zu helfen, die Einzelheiten der pantomimischen Darbietung zu verdeutlichen, indem er laut mutmaßt, was der Pantomime gerade tut. Nach dem Theaterbesuch konzentriert der Ich-Erzähler sich auf den Verzehr eines in seiner Bedeutung unmissverständlichen Hamburgers und gibt am Ende der Geschichte zu, dass er weiterhin an seinem Verständnis der Pantomime arbeiten müsse.

### Gespräche mit Helmholtz
(Originaltitel: Conversations with Helmholtz)
Die Geschichte enthält „Kostproben von Gesprächen, die dem in Kürze erscheinenden Buch Gespräche mit Helmholtz entnommen sind“, und zwar in Form eines Tagebuchs des Helmholtz-Forschers Fürchtegott Hoffnung. Unter anderem wird gesprochen „über die heutige Psychoanalyse, die Helmholtz für ein Märchen hält, das von der Couch-Industrie am Leben gehalten wird.“ Der Text schließt mit drei Kernsprüchen dieses fiktiven Helmholtz, darunter einer über Religion: „Ich glaube an kein Leben nach dem Tode, obwohl ich immer Unterwäsche zum Wechseln bei mir habe.“

### Viva Vargas!, Auszüge aus dem Tagebuch eines Revolutionärs
(Originaltitel: Viva Vargas!, excerpts from the diary of a revolutionary)
Der Ich-Erzähler ist Bürger eines kleinen, korruptionsgebeutelten Landes und Anhänger des Rebellen Emilio Molina Vargas, der noch eine Woche zuvor zum Herrentoilettenpersonal im örtlichen Hilton gehörte. Um dem Henkersstrang der Regierenden zu entgehen, flieht der Ich-Erzähler ins Lager der Rebellen, arbeitet dort als Koch, Spezialität: Gila-Krustenechse. Zum Lager-Alltag gehören Waffentraining, Langeweile, erfolglose Raubzüge, Kampf mit den Regierungstruppen, Fahnenflucht sowie eine durch ein Gewitter mit drei Toten beendete Meuterei wegen der Kochkünste des Ich-Erzählers, der später durch eine Pilzvariante seiner Bespeisungs-Bemühungen eine Massenvergiftung auslöst. Während einer selbstmörderischen Attacke auf den Regierungspalast kommen den Vargas-Rebellen einige durch die wankelmütige US-Außenpolitik verunsicherte CIA-Söldner zufällig zur Hilfe, der Diktator stirbt bei seinem Fluchtversuch, und Vargas setzt auf die Monarchie als neue Regierungsform, bis das Volk für Wahlen gebildet genug ist.

### Von der Entdeckung und dem Gebrauch des Falschen Tintenkleckses
(Originaltitel: The discovery and use of the Fake Ink Blot)
Nach einer historischen Rückschau auf diverse Scherzartikel wie Elektroschocker, Spritzblumen und ein Trinkglas, bei dem das Getränk durch versteckte Löcher im Glas unkontrolliert herausläuft, kommt dieser kurze Text auf den vermeintlich 1921 in Hongkong entdeckten Scherzartikel eines falschen Tintenkleckses zu sprechen, der einmal sogar die Beilegung eines Stahlarbeiterstreiks begünstigt habe.

### Mr. Big
(Originaltitel: Mr. Big)
Der Ich-Erzähler, ein Schnüffler namens Kaiser Lupowitz, wird von einer attraktiven Blondine beauftragt, die Titelfigur zu finden, nämlich Gott. Zunächst gibt sich die Blondine als Nacktmodell aus, dann als Philosophie-Studentin. „Ich hatte früher schon mal’n paar beknackte Typen in der Bude, aber wenn sie so gebaut sind wie die, hörst du einfach zu.“ Lupowitz befragt erst einen Rabbiner, der unter anderem aus folgendem Grund nicht an Gott zweifelt: „Könnte ich für 14 Dollar einen Anzug wie diesen bekommen, wenn es da oben niemanden gäbe?“ Ein „schleimiger kleiner“ Billardsalon-Geschäftsführer, den Lupowitz befragt, erklärt Gottes angebliche Existenz für „Beschiß“, verspricht aber, ein Treffen mit dem Papst zu arrangieren, und kann außerdem etwas zur Identität der Blondine beitragen, die eigentlich eine mit einem Philosophen liierte Lehrerin sei. Im Anschluss an diese Befragungen kontaktiert die Polizei Lupowitz: Lupowitz suche ein „allmächtiges Wesen? All-Einheit? Schöpfer des Universums? Urgrund aller Dinge? […] Jemand mit der Beschreibung ist gerade im Leichenschauhaus aufgekreuzt.“ In dem Gespräch mit dem Papst in einem Italo-Restaurant erfährt Lupowitz eine finale Version, um wen es sich bei der Blondine handele: eine Physik-Professorin. Lupowitz setzt die Informationen über die Blondine zusammen, erhält so ein Motiv dafür, dass die Blondine ihn auf Gott angesetzt hat, um mit seiner Hilfe Gott zu töten, letztlich das aber auch ohne ihn schaffte. In Notwehr erschießt Lupowitz die Blondine.

## Veröffentlichungsgeschichte
Die in Wie du dir, so ich mir veröffentlichten Geschichten wurden großteils zwischen 1966 und 1971 im New Yorker veröffentlicht, mit Ausnahme von Von der Entdeckung und dem Gebrauch des falschen Tintenkleckses (Playboy), Viva Vargas! Auszüge aus dem Tagebuch eines Revolutionärs (in der New Yorker Evergreen Review), Erinnerungen an die zwanziger Jahre (als How I Became a Comedian in: Chicago Daily News). Die Kurzgeschichten Graf Dracula, Gespräche mit Helmholtz und Mr. Big wurden speziell für dieses Buch geschrieben. Auch nach der Buch-Veröffentlichung wurden Episoden aus Wie du dir, so ich mir in anderer Form publiziert, beispielsweise deutschsprachig in der Luchterhand-Sammlung Allen für alle.

## Textanalyse
Die Texte in Wir du dir, so ich mir erzählen teils auktorial, teils in der Ich-Form. Bei dem Text Der Tod klopft handelt es sich um ein Bühnenstück. Die Geschichten spielen an abgesehen von New York, Newark, Chicago, Paris, Arles, Venedig und der Heimat des Grafen Dracula an ungenannten Orten sowie zu meist ungenannten Zeiten.

### Figuren
Entsprechend der Struktur als Sammelband besitzt Wie du dir, so ich mir keine Figurenkonstellation, die die einzelnen Teile des Sammelbands übergreifen würde, jedoch gibt es Namensgleichheiten. So ist Nadelmann die Titelfigur in So war Nadelmann (in dem Allen-Sammelwerk Nebenwirkungen) sowie tennisspielende Nebenfigur in Die Metterling Listen, und der Name Persky taucht in Ein kurzer Blick auf das organisierte Verbrechen als namensgebend für die „Ballettschule Fred Persky“ auf, gleichzeitig ist Persky der Name des Zauberers in Das Zwischenspiel mit Kußmaul in dem Allen-Sammelwerk Nebenwirkungen. Ferner taucht der Privatdetektiv Kaiser Lupowitz aus Mr. Big auch in der Erzählung Der Falke im Malteser des Allen-Sammelbands Ohne Leit kein Freud auf.

### Themen
Entsprechend der Struktur als Sammelband verfügt Wie du dir, so ich mir über eine große Themen-Bandbreite, durchsetzt „mit einer unfehlbaren Dosis der modernen Neurose“, die Allens „Hauptmerkmal ist.“ So ist das Judentum in den Chassidischen Geschichten ein zentrales Thema, der Bereich Geschichte und Politik in den Pseudo-Historien Die Schmidt-Memoiren und Ja, aber kriegt die Dampfmaschine das denn fertig? sowie Viva Vargas!, die Psychoanalyse in den Gesprächen mit Helmholtz. Metaphysische Themen stehen dagegen beispielsweise in Meine Philosphie, Der Tod klopft und Mr. Big im Vordergrund, Kultur beispielsweise in Graf Dracula, Ein bisschen lauter, bitte! und Erinnerungen an die zwanziger Jahre, das moderne Leben und dessen gesellschaftliche Normen beispielsweise in Das Frühjahrsprogramm oder Die Metterling-Listen.

## Rezeption und Adaptionen
Diese, so Kirkus Reviews, „durchweg urkomische“ und „überdrehte“ Kurzgeschichten-Sammlung ist Teil einer „beliebten Trilogie humoristischer Sammlungen“, zu der auch Ohne Leit kein Freud und Nebenwirkungen gehören. Noch 40 Jahre nach Ersterscheinen erinnerte Wie du dir, so ich mir laut dem Bookreporter daran, „wie viel Spaß das geschriebene Wort machen kann und wie viel Geschick es erfordert, das Lachen vom Stift auf die Seite und den Leser zu übertragen“
Einige Texte aus Wie du dir, so ich mir wurden verschiedentlich adaptiert: Der Tod klopft 1983 als SWF-Hörspiel von Manfred Marchfelder und 2001 als Kammeroper von Christian Jost, Mr. Big 1983 als SWF-Hörspiel von Manfred Marchfelder, Der Briefwechsel zwischen Gossage und Vardebedian 1986 als SWF-Hörspiel von Arturo Möller.

## Deutschsprachige Textausgaben (Auswahl)
- Wie du dir, so ich mir. Aus dem Amerikanischen von Benjamin Schwarz. Rogner und Bernhard, München 1978.
- Wie du dir, so ich mir. Aus dem Amerikanischen von Benjamin Schwarz. (=rororo, Band 4574). Rowohlt, Reinbek bei Hamburg 1980. ISBN 3-499-14574-X.
- Wie du dir, so ich mir. Aus dem Amerikanischen von Benjamin Schwarz. (=Volk-und-Welt-Spektrum, Band 154) Verlag Volk und Welt, Berlin 1981.
- Wie du dir, so ich mir. Aus dem Amerikanischen von Benjamin Schwarz. In: Alles von Allen. Storys, Szenen, Parodien. (=rororo, Band 23437)  Rowohlt-Taschenbuch-Verlag, Reinbek bei Hamburg 2003. ISBN 978-3-499-23437-8. S. 11–148.